# Cimetière La Loma
Le cimetière La Loma, autrefois appelé cimetière de Binondo, se situe à Caloocan, dans le Grand Manille aux Philippines. Un des plus anciens cimetières de Manille, il abrite des personnalités illustres ainsi qu'un imposant mausolée. 

## Quelques personnalités
- Felipe Agoncillo
- Marcela Agoncillo
- Josefa Llanes Escoda

## Sources
- « Cementerio de Binondo (La Loma Cemetery) », Museo Santisima Trinidad
- by Quennie Ann J. Palafox, « Cemeteries of Memories, Where Journey to Eternity Begins », National Historical Commission, 4 septembre 2012
- Marc Mangin, Les Philippines, Karthala Editions, 1993, 218 p. (ISBN 978-2-86537-350-5, lire en ligne), p. 206.